# جون فيربيرن
جون فيربيرن هو متزلج صدري كندي، ولد في 28 ديسمبر 1983 في كالغاري في كندا.

## وصلات خارجية
- جون فيربيرن على موقع IBSF (الإنجليزية)
- جون فيربيرن على موقع اللجنة الأولمبية الدولية (الإنجليزية)
- جون فيربيرن على موقع أوليمبيديا (الإنجليزية)
- جون فيربيرن على موقع اللجنة الأولمبية الكندية (الإنجليزية)